# Jean-François Delmas (conservateur)
Pour les articles homonymes, voir Delmas et Jean-François Delmas.
Jean-François Delmas est un conservateur de bibliothèque, un conservateur de musée, et historien français, né le 21 juillet 1964 à Nîmes. Il est enseignant en histoire de l'art et du patrimoine.

## Biographie

### Formation
En 2011, il est auditeur de l'Institut des hautes études de défense nationale.
En 2018, il soutient sa thèse de doctorat d'histoire, préparée à l'École nationale des chartes dans le cadre de l'École pratique des hautes études (École doctorale 472).

### Carrière
De janvier 2004 à août 2019, il dirige la bibliothèque Inguimbertine, les archives et les musées de Carpentras (musée Comtadin-Duplessis et musée Sobirats). Le fait que les musées dépendent de la direction de la bibliothèque municipale classée est un particularisme local. Dans le cadre de ses missions, J.-F. Delmas assume les fonctions de conservateur de bibliothèque, de conservateur de musée, de conservateur d'archives et de conservateur de monuments historiques. Il est responsable du projet « L'Inguimbertine à l'hôtel-Dieu »,. Ce programme consiste à entreprendre un chantier de conservation-restauration des collections de la bibliothèque-musée et de les transférer dans l'ancien Hôtel-Dieu du centre ville, structure hospitalière désaffectée en 2002,. Dans cette perspective, l’intuition du fondateur de l'Inguimbertine au XVIIIe siècle, Mgr d’Inguimbert, évêque de Carpentras, de vouloir éduquer le public par la beauté et les valeurs humanistes, en lui donnant à voir des collections mêlant l’écrit et l’image, est réactualisée. Le projet scientifique et culturel, initié et défendu par J.-F. Delmas, prend le parti audacieux (à l’heure où toutes les villes de France ont fait le choix de séparer leur musée et leur bibliothèque) de préserver l’unité des collections et, qui plus est, de les mettre en valeur dans le nouvel écrin, restauré, de l’hôtel-Dieu,.
J-F. Delmas a été membre du Comité technique de restauration des bibliothèques publiques du ministère de la Culture et de la Communication  de 2008 à 2018, membre titulaire de la commission départementale des objets mobiliers de Vaucluse de 2007 à 2017, membre du Comité scientifique et culturel de la Bibliothèque humaniste de Sélestat  de 2012-2016.
J-F. Delmas est élu, en 2009, membre non résidant de l'Académie de Nîmes, au fauteuil laissé vacant par le décès de René Rémond.
En 2012, il réside à la Villa Médicis (lauréat de l'une des trois bourses André Chastel de l'Institut national d'histoire de l'art et de l'Académie de France à Rome). Son sujet d'étude porte sur la formation romaine de Mgr Malachie d’Inguimbert (1683-1757), fondateur de la bibliothèque-musée Inguimbertine,.
Le 1er septembre 2019, il est nommé conservateur général du patrimoine chargé du cabinet des arts graphiques et des bibliothèques aux musées et domaine nationaux du château de Compiègne et du château de Blérancourt,,.
Il enseigne à l’Université d’Avignon (licence d’histoire et masters professionnels 1 et 2 « patrimoines et archives historiques », de 2006 à 2019).[source insuffisante]

## Publications et travaux

### Publications en lien avec le château de Compiègne
- 2023
  - Prosper Mérimée 1803-1870, Paris : Éditions de la Réunion des musées nationaux-Grand Palais, 2023, (coauteur). [Catalogue de l'exposition organisée au Musée national du château de Compiègne, du 15 décembre 2023 au 18 mars 2024].
  - « Florilège bibliophilique et graphique du château de Compiègne », conférence prononcée le 9 décembre 2023, dans le cadre de la Société historique, archéologique et scientifique de Noyon. Lire en ligne.
- 2021
  - « L’album de portraits de la comtesse de Castiglione » +Photographie : les acquisitions des collections publiques, 2021, Marseille : Le Bec, p. 234-235, 254.
  - « Acquisitions : Compiègne, musée national du château : Hippolyte Henry (1806-1897), Album de motifs décoratifs, seconde moitié du XIXe siècle. – Eugène Lami (1800-1890), Tableau final des Commentaires de César, 1866. – Pierre-Louis Pierson (1822-1913), Album de la Castiglione, seconde moitié du XIXe siècle », Revue des musées de France, 2021, no 2, p. 66-67.
- 2020
  - Rapport au directeur des musées et domaine nationaux des châteaux de Compiègne et Blérancourt sur les centres de documentation des musées de la voiture et du château de Compiègne : projet de création d’un centre de références, mars 2020, 46 p.

### Publications en lien avec la bibliothèque-musée Inguimbertine
- 2024
  - « Adapter à Carpentras le modèle intellectuel romain : le grand dessein de dom Malachie d’Inguimbert », L’Inguimbertine à l’hôtel-Dieu, Paris : Beaux-Arts Éditions, pages 20–25.
- 2021
  - « Carpentras : le transfert de l’Inguimbertine à l’hôtel-Dieu : un exemple de chantier des collections », Support/Tracé: revue de l’association pour la recherche scientifique sur les arts graphiques (ARSAG), 2021, no 21, p. 81-91.
- 2020
  - « Le peintre et l’architecte : filiation de Jules Laurens et de Jean Camille Formigé », Mélanges offerts à Jean-Michel Leniaud : un bretteur au service du patrimoine, Paris : Mare & Martin, 2020, p. 333-340.
  - « Acquisitions : Carpentras, bibliothèque-musée Inguimbertine : Portrait d’un paysagiste, vers 1800 », Revue des musées de France, 2020, no 2, p. 60.
- 2019
  - « A biblioteca-museu Inguimbertina de Carpentras : um conceito antigo reavaliado no século XXI », Livro : revista do núcleo de estudos do livro e da ediçào, Brésil : Ateliĕ Editorial, octobre 2019, no 7-8, p. 187-196.
  - « Édouard Athénosy (1859-1934) », Les Carnets du Ventoux, printemps 2019, no 103, p. 76-87.
  - « Acquisitions : Carpentras, bibliothèque-musée Inguimbertine : Louis-Gabriel Blanchet, Portrait de Joseph de Pélissier de Saint-Ferréol, 1759 – Pierre Grivolas, Le Mont Ventoux, entre 1888 et 1906 – Jules Laurens, Paysage de Vaucluse, seconde moitié du XIXe siècle », Revue des musées de France, no 2, 2019, p. 59.
  - « Un montpelliérain d’adoption : Jean-Joseph Bonaventure Laurens (1801-1890), mélomane et artiste », Bulletin historique de la Ville de Montpellier, 2019, no 41, p. 70-95.
- 2018
  - « L’Inguimbertine à l’hôtel-Dieu », Les Carnets du Ventoux, hiver 2018, p. 4-5.
  - Sèmpre Jouve : François Jouve (1881-1968) [catalogue] : exposition du 22 septembre au 21 octobre 2018, en collaboration, 30 p.
- 2016
  - « Un exemple municipal : la convention de mise à disposition à titre gratuit de la chapelle de l’hôtel-Dieu de Carpentras », In Situ : revue des patrimoines.
- 2015
  - « Édouard Athénosy : un dimanche à la campagne », Études comtadines, octobre 2015, no 23, p. 88-91.
  - « La bibliothèque-musée Inguimbertine », Ar(abes)ques, no 80, octobre-novembre-décembre 2015, p. 16-17. Lire en ligne
- 2014
  - « L’Inguimbertine : une encyclopédie du savoir », La Revue des Vieilles Maisons Française, no 256, juillet 2014, p. 52-54.
  - Tours et détours autour du globe : [catalogue] : exposition du 17 mai au 30 septembre 2014, Carpentras, 2014, en collaboration, 32 p.
  - « L’arc de Carpentras ; l’arc de Cavaillon », Le Midi antique : photographie et monuments historiques : 1840-1880, Arles : musée départemental Arles antique ; Heule : Snoeck publishers, 2014, p. 84-86.
- 2013
  - « Armand Lunel et l’histoire juive de Carpentras », L’Écho des carrières : bulletin de l’association culturelle des juifs du pape, septembre 2013, no 72, p. 28-34. Lire en ligne.
- 2012
  - « Hôtel-Dieu de Carpentras », L’hôpital en France : histoire et architecture (sous la direction d'Isabelle Duhaut, Claude Laroche et Pierre-Louis Laget), Lyon : Lieux Dits, coll. « Cahier du Patrimoine / 99 », 2012, p. 94-95.
  - « Les voyages en Orient de trois provençaux », Mirages d’Orient, grenades & figues de Barbarie : chassé-croisé en Méditerranée, Arles : Actes Sud Beaux-Arts, 2012, p. 150-160.
- 2011
  - « Le projet scientifique et culturel de l’Inguimbertine : un exemple d’approche muséale au service des bibliothèques », Bulletin des bibliothèques de France, juin 2011, t. 56, no 4, p. 26-31. Lire en ligne
  - Griffons, sirènes et phénix : voyage au pays des animaux fabuleux : [catalogue] : exposition du 14 mai au 20 juin 2001, en collaboration, Carpentras, 2011.
  - « Judaïca à l’Inguimbertine », L’Écho des carrières : bulletin de l’association culturelle des juifs du pape, septembre 2011, no 64, p. 17-29. Lire en ligne
  - « Préface », pour Le noir et l’argent : une histoire des cimetières de Carpentras, par Roger Colozzi, Brantes : Les Éditions du Toulourenc, 2011, p. 5-6.
- 2010
  - « Jean-Joseph-Bonaventure Laurens : mélomane et artiste », Mémoire d’Ouvèze : le patrimoine curieux du Val d’Ouvèze, 2010, no 10.
  - « Les conservateurs de l’Inguimbertine », Études comtadines, avril 2010, no 12, p. 79-119.
  - « Les sonnailles de Carpentras », Études comtadines, octobre 2010, no 13, p. 122-124.
- 2008
  - J-F. Delmas, L'Inguimbertine : maison des muses[28], Paris, Editions Nicolas Chaudun, 2008, 170 p. (ISBN 978-2-35039-038-3)Chapitre I : une histoire pluriséculaire ; Chapitre II : des collections protéiformes ; Chapitre III : un projet pour le 3e millénaire. 150 photographies.
  - « Carpentras : le projet scientifique et culturel de l’Inguimbertine », Patrimoines : revue de l’Institut national du patrimoine, 2008, no 4, p. 56-63.
  - « La Comtadine : de la terre au folklore », La Comtadine : us et costumes, Mazan : Études comtadines, 2008, p. 8-15.
- 2007
  - « Le pôle culturel de l’hôtel-Dieu de Carpentras : bilan et perspectives du projet de transfert de la bibliothèque Inguimbertine », Bulletin des bibliothèques de France, janvier 2007, t. 52, no 1, p. 52-56. Lire en ligne
  - « À l’école ou À l’école avant la classe », [à propos d’un tableau d’Auguste Truphème, dépôt de l’État à l’Inguimbertine], Femme, femme, femme : les femmes dans la société française de Daumier à Picasso : peintures des musées de France, catalogue de l’exposition organisée au New Orleans Museum of Art, Paris : Éditions de la Réunion des musées nationaux, 2007, p. 50-51.
  - L’art Qadjar à Carpentras : [catalogue] : exposition du 19 mai au 2 septembre 2007, Carpentras, 2007, en collaboration.
- 2006
  - Trésors de l’Inguimbertine, Paris : Association internationale de bibliophilie : colloque en Provence et Languedoc : Carpentras, lundi 18 septembre 2006, catalogue de l’exposition organisée par la bibliothèque Inguimbertine et les musées de Carpentras, 350 notices.
- 2005
  - « La bibliothèque Inguimbertine et les musées de Carpentras : phases préparatoires et perspectives du projet du pôle culturel de l’hôtel-Dieu », Les bibliophiles de Nîmes et du Gard : association des amis de la bibliothèque Carré d’art, 2005, p. 29-60.
  - J-F. Delmas, Le Nombre d'Or : une association culturelle à Carpentras (1946-1990), catalogue de l'exposition, Paris, Somogy, coll. « (Re)Découvertes », 2005, 95 p. (ISBN 978-2-85056-901-2)
- 2004
  - « Rome, palais du Latran : investiture du pape Léon III et de Charlemagne par saint Pierre : Carpentras, Bibliothèque Inguimbertine, fonds Peiresc, manuscrit 1784, fol. 115 v° », Le dévoilement de la couleur : relevés et copies de peintures murales du Moyen Age et de la Renaissance, Paris : Monum, Éditions du patrimoine et Éditions du Comité des travaux historiques et scientifiques, 2004, p. 108-110.

### Thèses, mémoires et articles subséquents
- 2019
  - « Position de la thèse de doctorat d’histoire soutenue par J-F. Delmas », Études comtadines, avril 2019, no 30, p. 37-46.
- 2018
  - Des collections de dom Malachie d’Inguimbert à l’Inguimbertine : transferts et héritages culturels dans le Comtat Venaissin (XVIIIe – XXIe siècle). Thèse de doctorat d’histoire soutenue le 7 décembre 2018 à l’École nationale des chartes dans le cadre de l’École pratique des hautes études (École doctorale 472).
- 2006
  - « Un gentilhomme lorrain à Paris sous la Restauration : Charles de Bassompierre (1777-1837) ou la fin d’un monde », Lunéville : fastes du Versailles lorrain, Paris : Éditions Didier Carpentier, 2006, t. II, p. 202-211.
- 2003
  - « Denise Rigoley d’Ogny, épouse, mère et sœur d’émigrés ou comment préserver un patrimoine familial sous la Révolution française», Annales de Bourgogne, janvier-mars 2003, tome 75, p. 51-80.
  - « Prétentions dynastiques et préoccupations généalogiques d’une famille de chevaux de Lorraine au XVIIIe siècle : la maison de Bassompierre, sa parentèle et ses droits sur le comté de Ravensberg », Lunéville : fastes du Versailles lorrain, Paris : Éditions Didier Carpentier, 2003, t. I, p. 45-48.
  - « Entretien du “Lien des Familles de France” avec J-F. Delmas, archiviste paléographe » [propos recueillis par Hubert Cottin, relatifs à la thèse de l’École nationale des chartes], Le lien des familles de France, septembre-octobre 2003, no 195, p. 135-137.
- 2002
  - « Audoin de Chantérac, un “gentilhomme des lettres” au siècle de l’histoire », Bulletin de la Société historique et archéologique du Périgord, juin 2002, t. CXXIX, p. 247-258.
- 2000
  - « L’hôtel de Villeneuve-Vence. 17, rue de Bellechasse (7e arr.) », Procès-verbal-Commission du vieux Paris, séance du mardi 7 mars 2000, p. 20-29.
  - « Jean-Joseph de Laborde et le domaine de Méréville », État et société en France aux XVIIe et XVIIIe siècles : mélanges offerts à Yves Durand, Paris : Presses de l’Université de Paris-Sorbonne, 2000, p. 181-193.
- 1997
  - « Les Bassompierre : étude d’une famille de “chevaux de Lorraine” de la fin de l’Ancien Régime à la monarchie de Juillet », École nationale des chartes. Positions des thèses soutenues par les élèves de la promotion de 1997 pour obtenir le diplôme d’archiviste paléographe, 1997, p. 97-103.
- 1995
  - « Le mécénat des financiers au XVIIIe siècle : étude comparative de cinq collections de peinture », Histoire, économie et société, 1995, no 1, p. 51-70. Lire en ligne
- 1991
  - La stratégie se pense-t-elle sans mémoire ?, thèse professionnelle du mastère spécialisé de management social des organisations de l’École supérieure de commerce de Paris, sous la direction de Jacky Boudeville, professeur de stratégie à l’ESCP, et de Félix Torrès, directeur de Public Histoire.

### Contributions à des colloques
- 2024
  - « Prosper Mérimée et les chartistes », communication prononcée le 25 mai 2024 dans le cadre du séminaire de littérature française et comparée de l’Université de Sorbonne Nouvelle (CRP19 - Centre de Recherche sur les Poétiques du XIXe siècle - EA 3423), sous la direction d’Antonia Fonyi. À paraître dans Les Carnets Mérimée, Paris : classiques Garnier, en 2025.
- 2023
  - « Prosper Mérimée et les bibliothèques », Les bibliothèques sous le regard de l’Inspection générale au cours de l’histoire (1822-2022). Colloque organisé par l’École nationale supérieure des sciences de l’information et des bibliothèques pour commémorer le bicentenaire de l’Inspection générale des bibliothèques, 20-21 octobre 2022. A paraître Lire en ligne.
  - « L’Inguimbertine et l’importation en France du modèle italien », Les bibliothèques-musées en Europe. Colloque organisé du 18 au 20 octobre 2023, par la Bibliothèque nationale de France et l’École nationale des chartes - PSL, en partenariat avec la Bibliothèque nationale et universitaire de Strasbourg et l’École pratique des hautes études - PSL, avec le soutien de l’UMR Translitterae. Lire en ligne.
  - « Florilège bibliophilique et graphique du château de Compiègne », conférence prononcée le 9 décembre 2023, dans le cadre de la Société historique, archéologique et scientifique de Noyon.
  - « L’affectation d’une ancienne résidence de souverains : Compiègne en révolution(s) : enjeux d’un « château-musée », Châteaux et révolutions. Actes des Rencontres d’archéologie et d’histoire en Périgord, les 23, 24 et 25 septembre 2022, Bordeaux : Ausonius & Université Bordeaux Montaigne, 2023, p. 177-194. Lire en ligne.
- 2019
  - « Les aménagements de la bibliothèque-musée Inguimbertine de Carpentras aux XIXe et XXe siècles », Bibliothèques : décors : années 1780-années 2000 : nationalités, historicisme, transferts, Budapest : Bibliothèque de l’Académie hongroise des sciences, 2019, p. 59-78. Communication présentée dans le cadre du colloque d’histoire du livre et des bibliothèques, organisé à Budapest, 6-8 avril 2017, au Parlement de Hongrie.
  - « La Biblioteca-Museo Inguimbertine di Carpentras : un vecchio concetto ripristinato nel Ventunesimo secolo », Le Biblioteche anche come Musei : dal Rinascimento ad oggi, Quaderni della Biblioteca nazionale centrale di Roma, no 23, 2019, p. 177-187. Actes du colloque organisé à Rome, le 16 novembre 2016, à la Biblioteca nazionale di Roma.
- 2017
  - « Les collections de dom Malachie d’Inguimbert : conception et organisation de l’Inguimbertine », Mémoires de l’Académie de Vaucluse, 9e série, t. VIII, années 2011-2012, p. 143-168. Actes de la journée d’étude de l’Académie de Vaucluse en collaboration avec l’Inguimbertine tenue à l’occasion de la commémoration du 250e anniversaire de la mort de Mgr d’Inguimbert, évêque de Carpentras, publiés en 2017.
  - « L’Inguimbertine à l’hôtel-Dieu : présentation du chantier des collections d’une institution patrimoniale en vue de son déménagement », La préservation et l’innovation, actes des 2es rencontres des acteurs de la préservation du patrimoine culturel organisées à Sarlat, 4-5 mai 2017.
- 2016
  - « Carpentras : l’hôtel-Dieu », Monuments d’Avignon et du Comtat Venaissin : empreinte et influence de la papauté (XIVe-XVIIIe siècle) : Congrès archéologique de Vaucluse, 175e session, Paris : Société française d’archéologie, 2016, p. 317-325. Lire en ligne.
- 2015
  - « Quand patrimoine écrit et patrimoine muséal sont indissociables : la bibliothèque Inguimbertine », Quand la bibliothèque devient musée : les objets en bibliothèque, colloque organisé par la Bibliothèque nationale de France, le 17 décembre 2015.
- 2014
  - « La figure du chartiste dans la littérature (XIXe – XXe siècles). Entre mythe et réalité », Mémoires de l’Académie de Nîmes, IXe série, tome LXXXVIII, 2014, p. 45-72. Lire en ligne.
- 2009
  - « Jules de La Madelène et sa famille », Actes du colloque Jules de La Madelène, Mazan : Études comtadines, organisé à Carpentras.
- 2007
  - « Léopold Delisle et la Bibliothèque de la Sorbonne : don de souvenirs de famille et rétrocession de manuscrits au musée Condé (1905) », Léopold Delisle : actes du colloque de Cerisy-la-Salle, 8-10 octobre 2004, organisé par l’École nationale des chartes et les Archives départementales de la Manche, Saint-Lô : Archives départementales de la Manche, 2007, p. 122-129. Lire en ligne.
- 2003
  - « La correspondance entre J-F. Séguier et Antoine-Dominique Flaugergues », Actes du colloque J-F. Séguier (1703-1784) : un savant nîmois dans l’Europe des Lumières, Aix-en-Provence : Édisud, 2005, p. 241-251. Communication prononcée lors de ce colloque à Nîmes, les 17-18 octobre 2003. Lire en ligne.
- 1999
  - « Les Bassompierre et la cour de Lunéville », Lotharingia, 1999, tome IX, p. 53-66. Communication prononcée lors des « Rencontres historiques internationales Lorraine-Toscane-Autriche-Belgique », colloque organisé à l’Académie de Stanislas à Nancy du 23 au 26 septembre 1997 et consacré à la Lorraine et les Lorrains dans l’Europe du Saint-Empire. 1697-1790.

### Contributions à l’histoire du patrimoine architectural
- 1995-2011
  - Les Cahiers de la Sauvegarde de l’Art Français :
    - La Sauvegarde de l’Art Français. Cahier no 8, Paris : Picard, 1995, p. 147, 205-206.
    - La Sauvegarde de l’Art Français. Cahier no 9, Paris : Picard, 1996, p. 49-51, 56-57, 69-70, 83-84, 108-109, 118-120, 122-123, 132-134, 142, 162-163.
    - La Sauvegarde de l’Art Français. Cahier no 10, Paris : Picard, 1997, p. 86-87, 162-164, 182-183.
    - La Sauvegarde de l’Art Français. Cahier no 11, Paris : Picard, 1998, p. 63-65, 71-73, 156-158.
    - La Sauvegarde de l’Art Français. Cahier no 12, Paris : Picard, 1999, p. 69-70, 74-75, 87-88, 95, 135-136, 157-158, 167-168, 212-213.
    - La Sauvegarde de l’Art Français. Cahier no 13, Dijon : Faton, 2000, p.50-51, 84, 109, 124, 130-131, 191-192.
    - La Sauvegarde de l’Art Français. Cahier no 14, Dijon : Faton, 2001, p. 46-47, 62, 88-91, 134-135, 193-194, 198-199.
    - La Sauvegarde de l’Art Français. Cahier no 15, Dijon : Faton, 2002, p. 106-107, 145-146, 172-173.
    - La Sauvegarde de l’Art Français. Cahier no 16, Dijon : Faton, 2003, p. 30-31, 109, 112, 138, 145.
    - La Sauvegarde de l’Art Français. Cahier no 17, Dijon : Faton, 2004, p. 88-90, 94-95, 160-161.
    - La Sauvegarde de l’Art Français. Cahier no 21, Paris : Navis, 2008, p. 101-103, 133-135.
    - La Sauvegarde de l’Art Français. Cahier no 23, Paris : Navis, 2011, p. 46-48.
- 2004
  - « Villevieille, citadelle en Languedoc méditerranéen », Bottin Mondain, 2004, p. 114-116.
- 2002
  - J-F. Delmas, La France au Patrimoine Mondial : les 30 sites inscrits par l'Unesco, Paris, National Geographic, 2006, 340 p. (ISBN 978-2-84582-206-1)
- 2001-2002
  - La France, collection en douze volumes pour laquelle ont été rédigés plusieurs articles concernant le patrimoine archéologique et monumental des régions suivantes :
    - La France : Centre et Pays de la Loire, « Patrimoine » et « Statuaire du Maine », National Geographic, juin 2001, t. 6, p. 272-283 et 286-291.
    - La France : Aquitaine et Poitou-Charentes, « Patrimoine » et « Châteaux du Périgord », National Geographic, septembre 2001, t. 7, p. 248-257 et 260-263.
    - La France : Midi-Pyrénées et Languedoc-Roussillon, « Patrimoine » et « Ponts et aqueducs », National Geographic, septembre 2001, t. 8, p. 248-255 et 258-261.
    - La France : Auvergne et Limousin, « Patrimoine », National Geographic, décembre 2001, t. 9, p. 250-253, 256-261, 264-267.
    - La France : Rhône-Alpes, « Patrimoine », National Geographic, décembre 2001, t. 10, p. 276-283, 286-287, 290-293.
    - La France : Bourgogne et Franche-Comté, « Patrimoine », « Toitures polychromes » et « De la forge au musée », National Geographic, avril 2002, t. 11, p. 246-261.
    - La France : Ile-de-France, « Versailles » et « Fontainebleau », National Geographic, avril 2002, t. 12, p. 114-123 et 154-165.
- 1999
  - Dictionnaire des monuments d’Ile-de-France, Paris : Éditions Hervas, 1999, p. 69, 153-154, 160-161, 182, 205, 240, 247-249, 257-258, 265-266, 269, 343, 361, 369, 419, 447, 458-459, 467-470, 492, 543, 605, 638-639, 803, 822-823. Ouvrage en collaboration, réalisé sous la direction de Georges Poisson, conservateur général honoraire du patrimoine : 33 notices sur des châteaux situés dans le département de Seine-et-Marne, notamment ceux de Coulommiers et de Vaux-le-Vicomte.
- 1998
  - « Autour de Montsouris, [XIVe arrondissement] », Hameaux, villas et cités de Paris, Paris : Action artistique de la Ville de Paris, 1998, p. 112-116, (collection Paris et son patrimoine). Catalogue de l’exposition organisée par la Délégation à l’action artistique de la Ville de Paris, présentée successivement du 26 janvier 1998 au 4 juin 1998 dans les mairies des XIIIe, XIVe et XVe arrondissements.
- 1994
  - Palais du Louvre : le Pavillon de Flore, l’aile de Flore et le Pavillon des États : étude historique et archéologique : rapport intermédiaire : le Pavillon des États, Paris : Groupe de Recherche Art Histoire Architecture et Littérature (GRAHAL) - Établissement public du Grand Louvre, 1994, en collaboration, 41 p.

### Contributions à l’histoire et à la valorisation du patrimoine écrit et graphique
- 2019
  - « Comment mettre en valeur et conserver des archives privées », texte d’une communication prononcée le 11 février 2019 et publiée par l’Association des Vieux noms français subsistants - VNFS, n° spécial, 2019, 36 p.
- 2011
  - « Rabatteurs », Dictionnaire encyclopédique du livre, Paris : Éditions du Cercle de la Librairie, t. III, 2011, p. 443-444.
- 2009
  - « Le rapport Caillet », Bulletin des bibliothèques de France, 2009, t. 54, no 3, p. 22-27. Lire en ligne
- 2007
  - « Muséographie du patrimoine écrit : approches critiques », Bulletin des bibliothèques de France, décembre 2007, t. 52, no 6, p. 104-105. Lire en ligne
- 2005
  - « Estampes et textes imprimés sur tissus de soie du XVIIe au XXe siècle : catalogue raisonné de thèses et d’exercices publics », Bulletin du bibliophile, 2005, no 1, p. 85-142.
- 2004
  - « La restauration », Abrégé d’archivistique française : principes et pratiques du métier d’archiviste, Paris : Association des archivistes français, 2004, p. 207-209.
- 2003
  - « La restauration de deux thèses sur soie du XVIIe siècle conservées à la bibliothèque de la Sorbonne », Techne : Centre de recherche et de restauration des musées de France-CNRS-UMR 171, 2003, no 17, p. 61-63, en collaboration avec Patricia Dal-Prà et Blaise Ducos.
  - « Tests d’entretien sur des reliures en cuir au service des manuscrits et du livre ancien de la bibliothèque de la Sorbonne » & « 3e journée d’études des ateliers de restauration parisiens : Paris, bibliothèque de la Sorbonne, 16 juin 2003 », Support/Tracé : revue de l’association pour la recherche sur les arts graphiques (ARSAG), no 3, 2003, p. 67-68 et p. 80-81.
  - « Le Comité français du Bouclier bleu », High Life, 2003.
- 2002
  - « L’exercice de belles-lettres des élèves du collège des jésuites de Nîmes de 1746 : un document imprimé sur soie conservé au musée du Vieux-Nîmes », Les bibliophiles de Nîmes et du Gard, 2002, p. 11-30. Communication prononcée dans l’auditorium du Carré d’art de Nîmes, le 28 novembre 2002.
- 2001
  - « La mise en service d’une station de numérisation à la bibliothèque interuniversitaire de la Sorbonne », Les Nouvelles : le journal de Paris-Sorbonne (Paris IV) , novembre-décembre 2001, no 9, p. 18-19.

### Travaux biographiques et prosopographiques
- 2017
  - « Hommage à Maurice Caillet », Mémoires de l’Académie de Vaucluse, 9e série, t. VIII, années 2011-2012, p. 231-238.
- 2014
  - « Chanoine Albert Leroy », Dictionnaire de biographie française, Paris : Letouzey et Ané, 2014, fascicule CXXIV, p. 1020.
- 2013
  - « Paul Chaline : un photographe à l’écoute de la vie », Rétrographie : 1953-2013 : Photo Chaline : 60 ans, 2013.
- 2008
  - « Deux familles du Pays vaurais à l’âge d’or du pastel : les Trantoul et les Delmas », Revue du Tarn, no 210, été 2008, p. 201-228.
- 2005
  - « Gilbert Nicolet », Études comtadines : l’art et l’histoire en Comtat Venaissin, novembre 2005, no 3, p. 3-9.
- 2004
  - « L’ascendance de Stanislas de David-Beauregard et de Cécile de Boutiny », Bulletin de l’association d’entraide de la noblesse française, janvier 2004, p. 14-32.
  - « Gras-Préville 1758-1829 : de la guerre d’Indépendance américaine au Congrès de Vienne, les tribulations d’un officier de la Royale », Neptunia, no 236, décembre 2004, p. 21-30.
- 2003
  - « La famille Robert de Beauregard, des Roches et du Botneau : 1520-1957 », High Life, 2003, p. 38-58.
- 2001
  - « Le contre-amiral de Gras-Préville : carrière et destin d’un chevalier de Malte », Bulletin de l’association d’entraide de la noblesse française, octobre 2001, p. 7-31.
- 1994
  - « Étienne Delmas, un “honnête homme” du XVIIe siècle », Histoire et sociétés. Annales de généalogie et d’héraldique, mars-avril 1994, no 50, p. 4-12.

### Discours
- 2016
  - « Cérémonie de remise des insignes de chevalier de la Légion d’honneur à J-F. Delmas, conservateur général, directeur de la bibliothèque-musée Inguimbertine : discours du professeur Henry de Lumley-Woodyear, directeur de l’Institut de paléontologie humaine – remerciements de J-F. Delmas », Études comtadines, octobre 2016, no 25, p. 136-146.
- 2010
  - « Remise des insignes de chevalier de l’ordre national du Mérite à J-F. Delmas, conservateur en chef de la bibliothèque Inguimbertine et des musées de Carpentras : discours de Marie-Gabrielle Philippe, sous-préfet de Carpentras – remerciements de J-F. Delmas », Études comtadines, avril 2010, no 12, p. 120-129.
- 2009
  - « Réception à l’Académie de Nîmes le 20 novembre 2009 : discours de bienvenue de Henri Hugues, président de l’Académie de Nîmes – remerciements de J-F. Delmas et éloge de son prédécesseur René Rémond », Bulletin des séances de l’Académie de Nîmes, 2009, no 150, p. 101-118. Lire en ligne

## Distinctions
- Chevalier de la Légion d'honneur (Promotion du 13 juillet 2015)[29].